# Wereldkampioenschappen openwaterzwemmen 2015 - 25 kilometer vrouwen
De 25 kilometer openwaterzwemmen voor vrouwen tijdens de wereldkampioenschappen openwaterzwemmen 2015 vond plaats op 1 augustus 2015 in de Kazanka in Kazan.

## Uitslag
| Rang   | Naam                | Land             | Tijd      |
| ------ | ------------------- | ---------------- | --------- |
| Goud   | Ana Marcela Cunha   | Brazilië         | 5:13:47.3 |
| Zilver | Anna Olasz          | Hongarije        | 5:14:13.4 |
| Brons  | Angela Maurer       | Duitsland        | 5:15:07.6 |
| 4      | Aurélie Muller      | Frankrijk        | 5:16:07.5 |
| 5      | Finnia Wunram       | Duitsland        | 5:19:02.5 |
| 6      | Margarita Domínguez | Spanje           | 5:19:39.4 |
| 7      | Alice Franco        | Italië           | 5:19:50.5 |
| 8      | Emily Brunemann     | Verenigde Staten | 5:19:51.2 |
| 9      | Ashley Twichell     | Verenigde Staten | 5:20:20.8 |
| 10     | Ilaria Raimondi     | Italië           | 5:21:05.2 |
| 11     | Olga Kozydoeb       | Rusland          | 5:22:46.1 |
| 12     | Jessica Walker      | Australië        | 5:23:33.0 |
| 13     | Chelsea Gubecka     | Australië        | 5:28:49.2 |
| 14     | Nikoletta Kiss      | Hongarije        | 5:30:36.4 |
| 15     | Lenka Štěrbová      | Tsjechië         | 5:36:09.9 |
| 16     | Yang Dandan         | China            | 5:42:19.5 |
| 17     | Cao Shiyue          | China            | 6:02:49.7 |
| 18     | Betina Lorscheitter | Brazilië         | DNF       |
| 18     | Xeniya Romanchuk    | Kazachstan       | DNF       |
| 18     | Silvie Rybářová     | Tsjechië         | DNF       |
| 18     | Julia Arino         | Argentinië       | DNF       |